# Чёрная (приток Ёмбы)

Чёрная — река в Верховажском районе Вологодской области России. Впадает в реку Ёмбу в 47 км от её устья по правому берегу реки. Длина реки составляет 13 км.
Чёрная берёт исток в лесах в 10 км к западу от села Чушевицы. Генеральное направление течения — запад. Река течёт по безлюдной лесной местности, крупных притоков нет. Впадает в Ёмбу на границе с Вожегодским районом.

## Данные водного реестра
По данным государственного водного реестра России относится к Двинско-Печорскому бассейновому округу, водохозяйственный участок реки — озеро Кубенское и реки Сухона от истока до Кубенского гидроузла, речной подбассейн реки — Сухона. Речной бассейн реки — Северная Двина.
По данным геоинформационной системы водохозяйственного районирования территории РФ, подготовленной Федеральным агентством водных ресурсов:
- Код водного объекта в государственном водном реестре — 03020100112103000005474
- Код по гидрологической изученности (ГИ) — 103000547
- Код бассейна — 03.02.01.001
- Номер тома по ГИ — 03
- Выпуск по ГИ — 0